# Pterolophia lama
Pterolophia lama là một loài bọ cánh cứng trong họ Cerambycidae.